# Keke Palmer

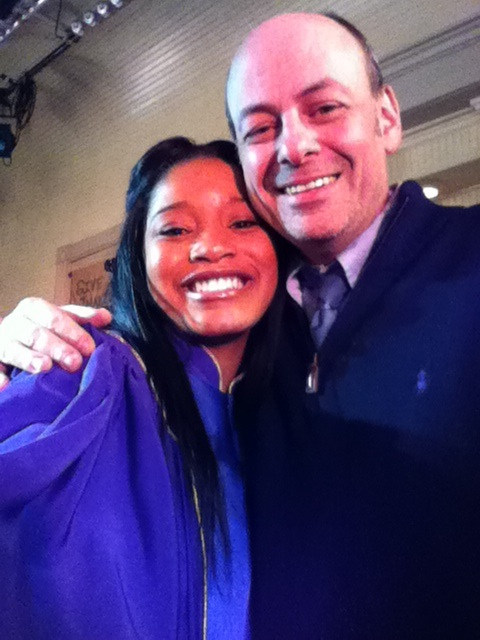
Keke Palmer, Todd Graff, 2013

Lauren Keyana "Keke" Palmer (Harvey, 26 d'agost de 1993) és una actriu i cantant estatunidenca. És més coneguda pel seu personatge de Mary en la pel·lícula de Disney Channel Jump In!. El 2009, interpreta a True Jackson a la sèrie True Jackson, VP.

## Biografia
Keke Palmer va néixer el 26 d'agost del 1993. Keke té tres germans, inclosa una major, L'Oreal, que li va donar el sobrenom de "Keke" durant els seus primers anys. Va començar a cantar en l'església, i es va presentar a una audició per a una etapa en la producció de The Lion King a l'edat de nou anys.
Palmer va fer el seu debut en la pel·lícula de 2006 Akeelah And The Bee. Entre 2004 i 2006, ella va aparèixer en diversos episodis de sèries de televisió, incloent Cold Case, Strong Medicine, ER i Law & Order: Special Victims Unit. Actualment és la protagonista de la sèrie transmesa en Nickelodeon True Jackson, on representa a una noia de bon humor, honesta, i que treballa en una empresa anomenada Mad Style on dissenya vestits. Té un suport gran al costat de Lulu i Ryan, un dels seus millors amics.
Palmer també segueix la seva carrera en el cant. Va participar en el 2003 American Juniors, American Idol spin-of, encara que no va tenir massa èxit. Palmer va signar un contracte amb Atlantic Records. A més, com a part del seu contracte amb Disney, Palmer va cantar les cançons "It's My Turn Now", i "Jump In!", que apareix en el DCOM Jump In!. El seu àlbum debut So Uncool va sortir el 18 de setembre a través de Atlantic Records. També va cantar per a la pel·lícula Night at the Museum, la cançó del qual s'escolta en els crèdits. La revista Forbes la va posar en el vuitè lloc en la llista de les 10 estrelles joves més valuoses del planeta.

## Àlbums
- So UnCool
  - Llançat: 18 de setembre del 2007 (US)
  - Discografia: Atlantic Records
  - Senzills:
    - "Keep It Movin'"

## Compilacions
- Jump in!
  - Llançat: 9 de gener de 2007 (US)
  - Discografia: Walt Disney Records
  - Posicions: #3 (US)
  - Senzills: 
    - "It's My Turn Now"

## Filmografia
| Any  | Títol                                                               | Paper            | Notes |
| ---- | ------------------------------------------------------------------- | ---------------- | ----- |
| 2004 | Barbershop 2: Back in Business                                      | neboda de Gina   |       |
| 2006 | Akeelah and the Bee                                                 | Akeelah Anderson |       |
| 2006 | Madea's Family Reunion                                              | Nikki Grady      |       |
| 2007 | Cleaner                                                             | Rose Cutler      |       |
| 2007 | Jump In!                                                            | Mary Thomas      |       |
| 2008 | The Longshots                                                       | Jasmine Plummer  |       |
| 2008 | Unstable Fables: Tortoise vs. Hare                                  | Crystal Tortoise | Veu   |
| 2009 | Shrink                                                              | Jemma            |       |
| 2012 | Winx Club: The Secret of the Lost Kingdom                           | Aisha            | Veu   |
| 2012 | Joyful Noise                                                        | Olivia Hill      |       |
| 2012 | Ice Age 4: La formació dels continents (Ice Age: Continental Drift) | Peaches          | Veu   |
| 2013 | Curdled                                                             | Tara             | Curt  |
| 2014 | Imperial Dreams                                                     | Samaara          |       |
| 2014 | Animal                                                              | Alissa           |       |
| 2015 | Brotherly Love                                                      | Jackie           |       |
| 2016 | Ice Age. El gran cataclisme (Ice Age: Collision Course)             | Peaches          | Veu   |
| 2018 | Pimp                                                                | Wednesday        |       |
| 2019 | Hustlers                                                            | Mercedes         |       |

## Televisió
| Any       | Títol                                 | Paper                          | Notes                                                         |
| --------- | ------------------------------------- | ------------------------------ | ------------------------------------------------------------- |
| 2004      | Cold Case                             | Arletta Marion in 1939         | Episodi: "The Letter"                                         |
| 2004      | Strong Medicine                       | Sarina                         | Episodi: "Healing Touch"                                      |
| 2004      | The Wool Cap                          | Lou                            | Telefilm                                                      |
| 2005      | Knights of the South Bronx            | Kenya Russell                  | Telefilm                                                      |
| 2005      | Second Time Around                    | Sharlene                       | Episodi: "Big Bank, Little Bank"                              |
| 2005      | ER                                    | Janell Parkerson               | Episodi: "The Show Must Go On"                                |
| 2005      | Law &amp; Order: Special Victims Unit | Tasha Wright                   | Episodi: "Storm"                                              |
| 2007      | Tyler Perry's House of Payne          | Nikki                          | Episodi: "Bully and the Beast"                                |
| 2007      | Just Jordan                           | C.C. Livingston                | Episodi: Fame Game                                            |
| 2007      | Jump In!                              | Mary Thomas                    | Telefilm                                                      |
| 2008–2011 | True Jackson, VP                      | True Jackson                   | Paper principal                                               |
| 2010      | The Cleveland Show                    | Candice                        | Veu; Episodi: "Harder, Better, Faster, Browner"               |
| 2011      | Degrassi: The Next Generation         | Ella mateixa                   | Episodi: "Boom Boom Pow: Parts 1 & 2"                         |
| 2011–2014 | Winx Club                             | Aisha                          | Veu; Paper principal (Temporada 3–6)                          |
| 2012      | Rags                                  | Kadee Worth                    | Telefilm                                                      |
| 2012      | Abducted: The Carlina White Story     | Carlina White                  | Telefilm                                                      |
| 2013      | Key &amp; Peele                       | Malia Obama's anger translator | Episodi: "Obama Shutdown"                                     |
| 2013      | Full Circle                           | Chan'dra Stevens               | Episodi: "Jace & Chan'dra" Episodi: "Chan'dra & Cliff"        |
| 2013      | 90210                                 | Elizabeth Royce Harwood        | Paper Recurrent (temporada 5)                                 |
| 2013      | CrazySexyCool: The TLC Story          | Rozonda "Chilli" Thomas        | Telefilm                                                      |
| 2014      | The Trip to Bountiful                 | Thelma                         | Telefilm                                                      |
| 2014      | Single Ladies                         | Herself                        | Episodi: "The Girl Most Likely To..."                         |
| 2014      | Grey's Anatomy                        | Cheryl                         | Episodi: "We Gotta Get Out of This Place"                     |
| 2014      | Family Guy                            | Pam                            | Veu; Episodi: "Baby Got Black"                                |
| 2014      | Just Keke                             | Herself / Host                 | Paper principal                                               |
| 2014      | Masters of Sex                        | Coral Anders                   | Paper recurrent (Temporada 2)                                 |
| 2015–2016 | Scream Queens                         | Zayday Williams                | Paper principal                                               |
| 2016      | Ice Age: The Great Egg-Scapade        | Peaches                        | Veu; Especial de televisió                                    |
| 2016      | Bubble Guppies                        | Stylee                         | Veu; Episodi: "Guppy Style!"                                  |
| 2016      | Grease: Live                          | Marty Maraschino               | Especial de televisió                                         |
| 2016      | Project Mc²                           | Nov8 Agent                     | Episodi: "Bye Bye Birdie" Episodi: "Mission Totally Possible" |
| 2016      | Real Husbands of Hollywood            | Herself                        | Episodi: "The Suitor"                                         |
| 2017–2018 | Star                                  | Gigi Nixon                     | Recurring (Temporada 2)                                       |
| 2017–2019 | Berlin Station                        | April Lewis                    | Paper principal (Temporada 2–3)                               |
| TBA       | Scream                                | Kym                            | Paper principal (Temporada 3)                                 |